# Judy Bradley
Pour les articles homonymes, voir Bradley.
Judy Llewellyn Bradley (née Bratt, le 18 octobre 1952 à Regina en Saskatchewan) est une femme politique provinciale canadienne de la Saskatchewan. Elle représente la circonscription de Bengough-Milestone et ensuite Weyburn-Big Muddy à titre de députée du Nouveau Parti démocratique de 1991 à 1999.